# Personico
Personico (lmo. Parsoni) – miejscowość i gmina w południowej Szwajcarii, w kantonie Ticino, w okręgu (distretto) Leventina, w powiecie (circolo) Giornico. Leży nad rzeką Ticino. 

## Demografia
W Personico mieszka 325 osób. W 2021 roku 16,3% populacji gminy stanowiły osoby urodzone poza Szwajcarią. 

## Transport
Przez teren gminy przebiega autostrada A2.